# Eulithis lugubrata
Eulithis lugubrata är en fjärilsart som beskrevs av Heinrich Benno Möschler 1862. Eulithis lugubrata ingår i släktet Eulithis och familjen mätare. Inga underarter finns listade i Catalogue of Life.